# Високий Атлас

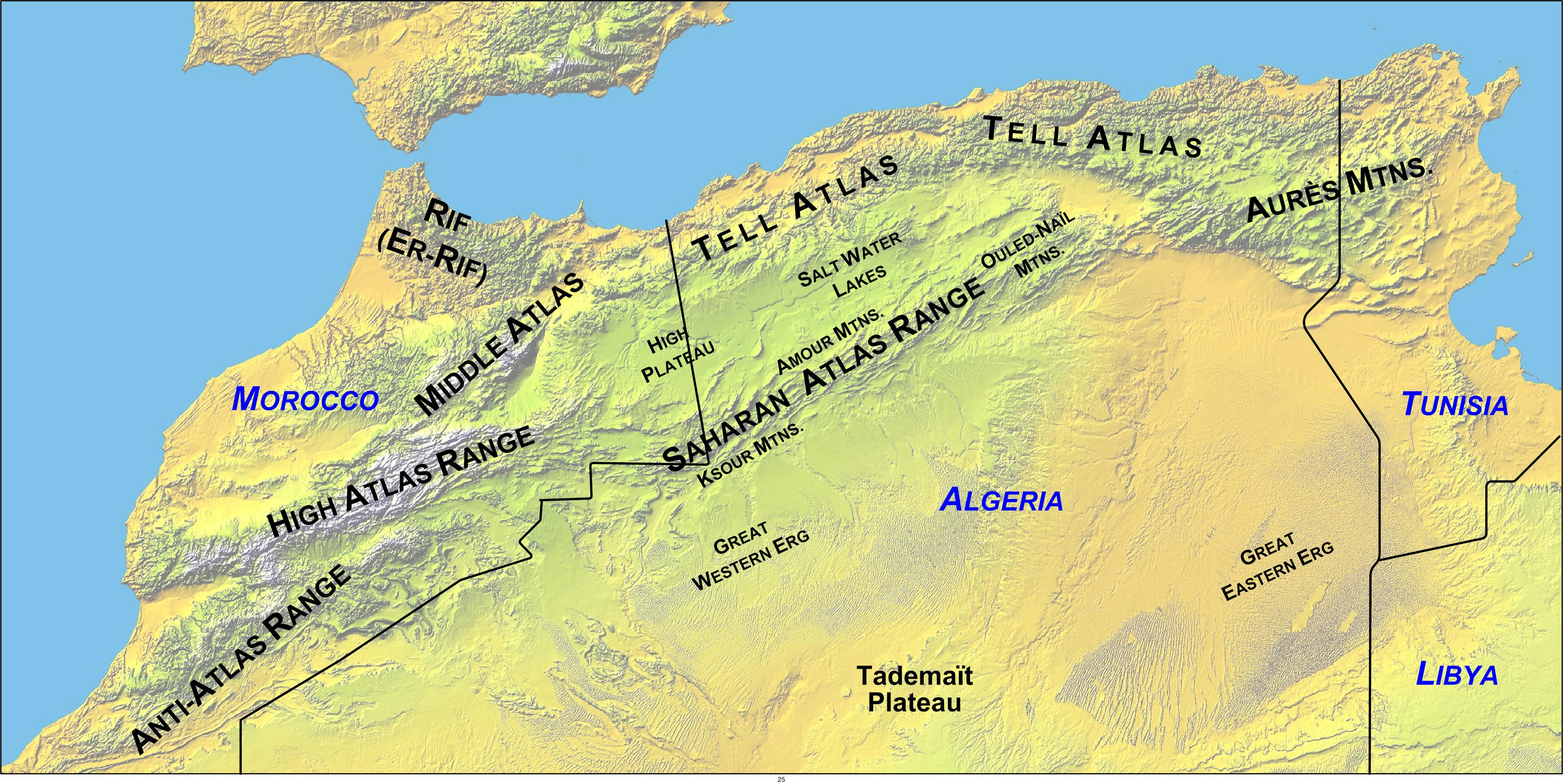
Мапа Атлаських гір

Високий Атлас (араб. الاطلس الكبير, фр. Haut Atlas; таш. ⴰⴷⵔⴰⵔ ⵏ ⴷⵔⵏ
 ) — гірський хребет у складі Атлаських гір, розташований на заході Північної Африки на території Марокко. Хребет тягнеться від узбережжя Атлантичного океану (мис Гір) до кордону з Алжиром на сході. Довжина хребта становить близько 700 км.
Хребет є місцем відомих палеонтологічних розкопок, в результаті яких були знайдені кістки невідомого раніше пращура динозаврів — атлазавра, який жив на території Марокко 180 млн років тому.
Високий Атлас утворює сточище багатьох річкових систем. Більшість річок, що не пересихає влітку, течуть у північному напрямку, даючи можливість людям селитися уздовж них. Кілька ваді і сезонних річок закінчуються в пустельних районах на південь і схід від хребта. Річка Дадес, притока Драа, і Тодра прорізають у хребті найкрасивіші ущелини — ущелини Дадес і Тодра. 

## Опис хребта

### Західна частина
На заході хребет складається переважно з вапнякових плато, які оточують центральний гранітний масив, в який входить найвища вершина хребта і всього Атласу — гора Тубкаль (4165 м). У південному напрямку до Атлантичного океану хребет різко обривається, переходячи в узбережжя і хребет Антиатлас. На північ, у напрямку до Марракешу, схили хребта пологіші. Ця частина хребта найдавніша, була утворена в юрський період і крейдовий періоди . Масиви розділені глибокими ерозійними долинами.
У районі гори Джебель-Тубкаль організований національний парк Тубкаль, створений в 1942 році.

### Центральна частина
Схожий на колорадські плато і каньйони ландшафт простягається від Азілала до Варзазату. Гірські рівнини розташовуються на висотах 2500 м, а кілька піків перевищують 4000 м. Найвища гора цього району — Джебель-Мгуні (4068 м)

### Східна частина
Східна частина хребта за висотою набагато нижча (до 1500 м) і складається з коротких мергелисто-вапнякових гірських пасом, розділених між собою депресіями. З плато цієї частини хребта бере початок річка Мулуя. Найвища точка — гора Джебель-Аячі (3747 м). Висота хребта на схід спадає і ландшафт набуває пустельного характеру.

## Геологія
Атлаські гори є внутрішньоконтинентальним поясом напрямку E-W, що є результатом тектонічної інверсії рифтового басейну пізнього тріасу — середньої юри під час кайнозойської конвергенції між Африканською та Євразійською плитами. 
Марокканський атлас утворений Високим Атласом, що простягається ENE-WSW, і Середнім Атласом, що простягається NE-SW. 
Перший поділяють на три відтінки, що називають західним, центральним і східним Високим Атласом.

Західний Високий Атлас був частиною пасивної окраїни юрського періоду і відділений від центрального та східного Високого Атласу Палеозойським масивом, областю домезозойського відслонення фундаменту, розташованого на південь від Марракеша. 
Басейн Центрального та Східного Високого Атласу розвивався як багатофазна рифтова система, відкрита на схід двома великими епізодами рифтів, що відбувалися протягом середнього-пізнього тріасу та ранньої юри (пізній синемюрський та плінсбахський період). 
В цей час центральний Високий Атлас характеризується складчастою областю де переважають яскраві структурні височини або хребти, що відокремлюють витягнуті та широкі синкліналі, заповнені ранньо- та середньоюрськими відкладеннями.

Місцево присутні також крейдяні та пізніші синтектонічні третинні одиниці (наприклад, міоцен-пліоценові конгломерати та пісковики).

### Тріас-Юра
У тріасі центральний розширений басейн Високого Атласу характеризується синрифтовими червоноколірними відкладеннями і локалізованими евапоритами, перекриті великими потоками базальтової лави.

Після тріасового червоноколірних відкладень морські умови переважали у ранній та середній юрі, що призвело до розвитку карбонатних і мішаних систем відкладень. 
Басейн юрського Атласу був відкритий на схід (захід Тетісу) з областями палеозойського походження, розташовані на заході та півдні. 
Ліасові осадові системи еволюціонували від просторих мілководних перилітальних карбонатних платформ (геттанг — нижній синемюр), які поступово відступали до окраїн басейну, до локалізованішого розвитку платформи, що фланкує депоцентри (синемюр).

Звичайні розломи та нахили блоків помітно зросли в період Плінсбаха , що призвело до компартменталізації басейну з півночі на південь. Плінсбахські карбонатні платформи переважно розвивалися на окраїнах басейну та в синседиментаційних структурних підйомах, сприяючи різким переходам морських осадових відкладень від мілководних до басейнових фацій.

#### Тоарський ярус
Глобальна аноксія наприкінці плінсбахського періоду та раннього тоарського періоду відбувалася в тісному зв’язку з регіональним затопленням нижніх ліасових платформ і локальним відкладенням басейнових мергелів. 
Починаючи з тоарського часу, карбонатні платформи азілальської формації розвивалися на околицях центрального басейну Високого Атласу, тоді як вісь басейну була зайнята мішаною карбонатно-силікокластичною системою платформ, що просувалась на схід до басейнових відкладень. 
Ця мішана система поступово перетворилася на простору мілководну карбонатну платформу формації Аноуал, від байоського до раннього батського періоду, яку визнають у всьому центральному Високому Атласі.

### Крейда
Нарешті, червоноколірні відклади від середнього догера до нижньої крейди фіксують осадження перехідних відкладень від континентальних до мілководних морських, які характеризують центральну область Високого Атласу. 
Повністю морські умови навколишнього середовища та платформні карбонатні відкладення, які локально виникали на околицях системи Атлас, домінували між аптським і сеноманським періодами.

## Клімат і флора
Хребет є межею кліматичних регіонів, відгороджуючи узбережжя з його середземноморським кліматом від температурних впливів Сахари, які особливо інтенсивні в літній період. Це обумовлює сильний перепад температур уздовж хребта. Верхня частина гір взимку покрита сніжним покривом, завдяки чому можливі заняття зимовими видами спорту. Сніг не тане до кінця весни, особливо з північного боку хребта.
Високий Атлас формує дощову тінь, тому північно-західні навітряні схили гір, звернені до океану, мають набагато більше опадів, ніж південно-східні. На цих вологих схилах до висоти 1500 м ростуть ліси з вічнозелених твердолистих оливкових і ріжкових дерев, олеандру з домішкою сандараку, до 1800 м — з кам'яного дуба, а до 3000 м — чагарники ялівцю, вище — остепнені луки. Сухіші південні і східні схили вкриті заростями берберської «туї» (сандараку) і ялівцю.

## Ресурси Інтернету
- Photo Gallery of Morocco and the High Atlas [Архівовано 15 березня 2013 у Wayback Machine.]
- Accommodation in Imlil [Архівовано 4 червня 2011 у Wayback Machine.]